# Follinus Aurél
Kis-csernai Follinus Aurél, Follinusz (Brassó, 1854. június 29. – Újpest, 1922. április 13.) színész, rendező, igazgató.

## Életútja
Follinus János színész és Lukácsy Antónia színésznő fia. Iskoláit Kolozsvárt és Aradon végezte. Szülőitől öröklött szenvedélye a színipályára készítette. Apja társulában 1860 és 1872 között Brassai Titusz néven szerepelt. Vándorszínész lett; megfordult Aradon, Győrött, Pozsonyban, Pécsett, Sopronban, Kaposvárt és Temesvárt. Bonvivant és szalonkomikus szerepeket játszott, 1888. október 1-től két évig a Népszínház rendezője volt. Bölöny József kolozsvári intendánssága alatt pedig igazgató volt Kolozsvárt, Tagja volt a Magyar Színháznak is. 1909. december 30-án a szatmári színházban megünnepelte 35 éves jubileumát a Nániban. 1910. január 1-jén nyugalomba vonult. 1920. május 17-én újra jubilált a Nemzeti Színházban, a saját szerzeményű Nánijában. Koporsójánál Géczy István színészegyesületi titkár mondott búcsúbeszédet. Felesége Csigaházy Etel volt.
Tárczákat irt a vidéki lapokba, igy a Debreczeni Ellenőrbe (1893. Bebi) és Szentencziákat a Magyar Szalonba (XVIII. 1892-93.)

## Fontosabb szerepei
- Menelaosz (Offenbach: Szép Heléna)
- Carnero (ifj. J. Strauss: A cigánybáró)
- Biberách (Katona J.: Bánk bán)
- Kosztyilev (Gorkij: Éjjeli menedékhely)
- Nikkel (Eisler: A vándorlegény)

## Működési adatai
1873: Miklósy Gyula; 1874–76: Follinus János; 1877: Polgár Gyula; 1878: Mándoky Béla; 1878–83: Beödy Gábor, Mándoky Béla; 1884–86: Csóka Sándor; 1886–88: Mosonyi Károly; 1889–91: Népszínház; 1891–93: Krecsányi Ignác; 1893–96: Somogyi Károly; 1896: Komjáthy János; 1902: Balla; 1903: Krecsányi Ignác; 1907: Magyar és Király Színház; 1908–11: Heves Béla.
Igazgatóként: 1888: Győr, Sopron; 1897–1900: Kolozsvár.

## Színpadi művei
- »Két férfi egy névvel«, vj. 1 felv. 1868-ban, 14 éves korában műkedvelők adták elő Pécskán, (Aradm.)
- »Budapest 20 év múlva«, életkép 3 felv. Bem. Miklóssy Gyula Istvántéri társulata 1872-ben.
- »Sára néni«, népsz. 3 felv. 1873. Pécs.
- »Az első zivatar«, vígjáték 1 felv. 1874. Esztergom.
- »A kutyás ember«, népszínmű 3 felvonás. 1875. Győr.
- »Házasság hirdetés útján«, vj. 3 felv. 1877. uo.
- »A svihák«, népsz. 1878. uo. (A Népszínház pályázatán dicséretet nyert.)
- »Szeget szeggel«, népsz. 3 felv. 1883. jan. 4. Népszínház. Zenéjét szerz. Konti József.
- »Náni«, 100 arany pályadíjat nyert népsz., 3 felv. (Az 1882. évi Garai-féle pályázaton figyelmet keltett és Bécsben is előadták.) Bem. 1889. nov. 15. (L.: címszava alatt is.)
- »Az öreg«, vj. Bem. 1896. okt 10. Vígszínház.
- »Rontó Pál«, tört énekes szmű. 4 felv. Bem. 1902. jan. 2. uo.

## Fordításai
- »A könyvtárnok«, vj. 4 felv.
- »A papa feledékeny«, vj. 3 felv.
- »Fiam nagyon ostoba«, Kurt és Neal Max vígjátéka. Bem. 1904. máj. 3. Fővárosi Nyári Színház. (Kéziratai a Színészegyesület muzeális gyűjteményei között)